# Rhadine lindrothi
Rhadine lindrothi är en skalbaggsart som beskrevs av Barr. Rhadine lindrothi ingår i släktet Rhadine och familjen jordlöpare. Inga underarter finns listade i Catalogue of Life.